# Shinkansen sèrie 500
La sèrie 500 (500系, gobyaku-kei) és un tren d'alta velocitat shinkansen operat per JR West a les línies Tōkaidō Shinkansen i Sanyo Shinkansen al Japó des de 1997. Tot i que avui en dia només opera a la línia Sanyo Shinkansen. Tot i estar dissenyats per assolir els 320 km/h, actualment operen en un màxim de 285 km/h.
El tren utilitza suspensió activa controlada per ordinador per a un viatge més suau, més segur i amortidors per millorar l'estabilitat. Cada tren té un cost estimat de 35 milions d'euros, raó per la qual només es van construir nou.
El disseny és més semblant a un avió supersònic que a un tren d'alta velocitat convencional. El 1990, Hitachi va comissionar la companyia de disseny Neumeister d'Alemanya per crear un disseny exterior i interior d'un nou shinkansen que arribés als 350 km/h. Aquesta va ser la base per al desenvolupament de la sèrie 500.

## Disseny
El concepte de disseny general va ser supervisat pel dissenyador industrial alemany Alexander Neumeister. El tren de rodament utilitza una suspensió activa controlada per ordinador per a una conducció més suau i segura, i s'instal·laren amortidors de guinyada entre els cotxes per millorar l'estabilitat. Els setze vagons de cada tren original tenien una potència màxima de 18,24 MW (24.460 CV). Cada tren va costar uns 35,5 milions d'euros i només se'n van construir nou. Va utilitzar biomimetisme per reduir el consum d'energia en un 15%, augmentar la velocitat en un 10% i reduir els nivells de soroll alhora que augmentava la comoditat dels passatgers. Això es va fer fent que la part davantera del tren tingués la forma d'un bec d'alcedínid.

## Preservats

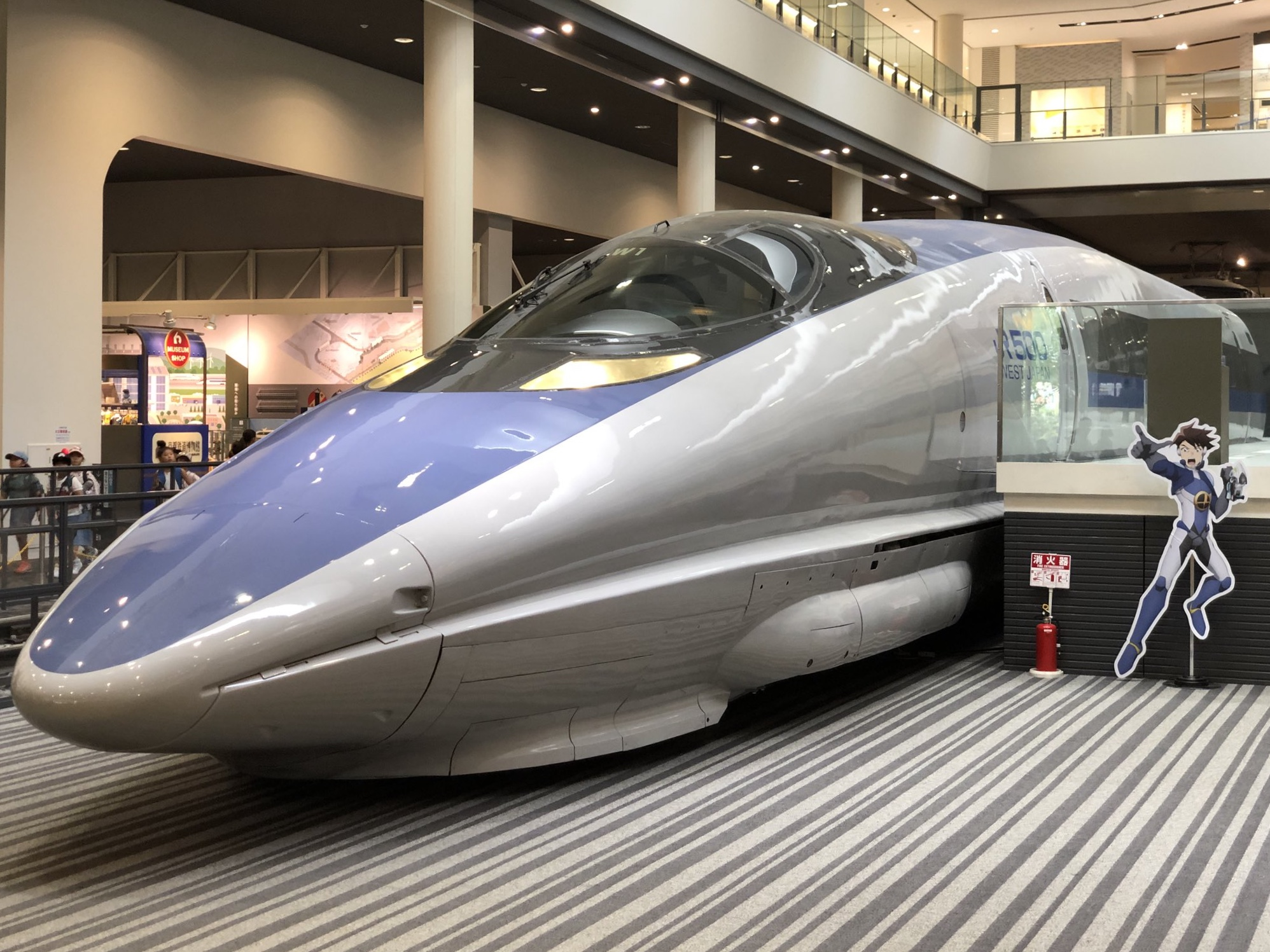
Cotxe 521-1 al Museu del Ferrocarril de Kyoto l'agost de 2018.

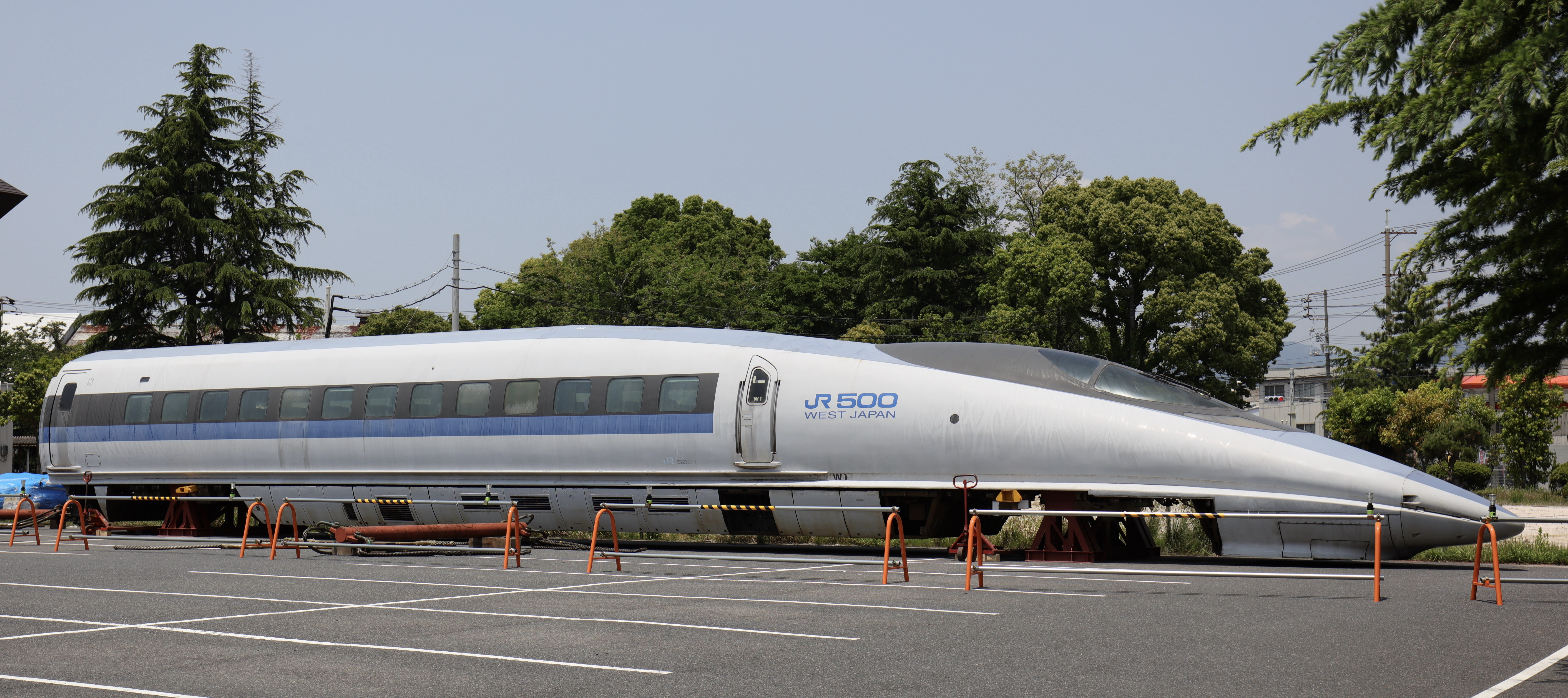
Cotxe 522-1 a la fàbrica d'Hitachi Kasado.

El cotxe 521-1, abans el cotxe davanter del conjunt W1, es conserva al Museu Ferroviari de Kyoto, que es va inaugurar l'abril de 2016.[23] Aquest cotxe es va exhibir amb la lliurea "500 Type Eva" entre el 24 de febrer i el 7 de maig de 2018. El cotxe 522-1, abans el cotxe final del conjunt W1, es conserva a la fàbrica Hitachi Kasado de Kudamatsu, Yamaguchi, a la tardor de 2015.